# Japan International Machine Tool Fair

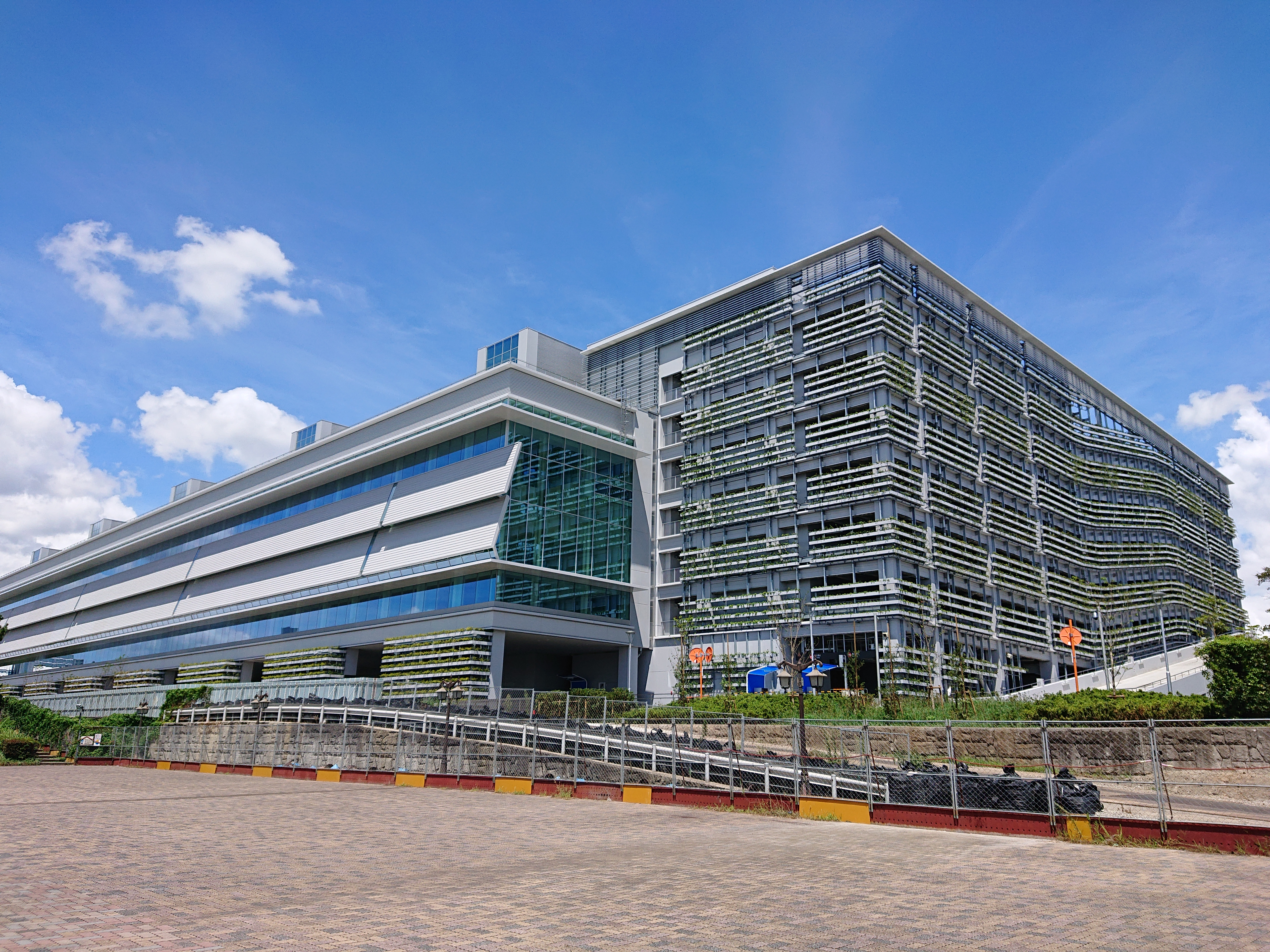
„South Exhibition Hall“, eine der Hallen, in der ausgestellt wird

Die Japan International Machine Tool Fair (japanisch 日本国際工作機械見本市 Nippon Kokusai Kōsakukikai Mihonichi), auch bekannt unter der Abkürzung JIMTOF, ist eine internationale Maschinenmesse und zugehörige Ausrüstung. Vom 10. bis zum 21. Oktober 1962 fand die erste Messe auf dem Gelände des International Exhibition Centers in Osaka statt. Ab 1964 fand die Messe im Wechsel alle zwei Jahre im Tokio International Exhibition Center statt. Seit 2000 wird sie nur noch in Tokio veranstaltet. Mehrere ausländische und japanische Unternehmen sind auf dieser Messe vertreten.
Hintergrund der Messe ist, die Entwicklung von Industriemaschinen und die Verbindungen zwischen verschiedenen Unternehmen durch den Verkauf von Maschinen und zugehöriger Ausrüstung zu fördern.
Die Messe wird vom japanischen Außenministerium, dem Ministerium für Wirtschaft und Industrie sowie der japanischen Rundfunkgesellschaft NHK organisiert. Veranstalter ist die Japan Machine Tool Builders’ Association (JMTBA). Mehrere japanische Industrieverbände wie die Japan Machine Tool Importers’ Association, Japan Forming Machinery Association, Japan Bench Machine Tool Builders’ Association und The Japan Solid Cutting Tools’ Association unterstützen.
Die Messe dauert sechs Tage und findet alle zwei Jahre jeweils Ende Oktober bis Mitte November auf dem Gelände des Tokyo Big Sight statt. 2016 wurden rund 100.000 Quadratmeter Ausstellungsfläche mit mehr als 5000 Messeständen wurden von etwa 150.000 Gästen besucht. Im Jahr 2018 waren etwa 80 Firmen aus Deutschland unter den Ausstellern.
Die Messe ist unterteilt in folgende Themenbereiche:
- Werkzeugmaschinen (Zerspanung, Metallbiegen)
- Metallbearbeitungsmaschinen
- Zubehör für Werkzeugmaschinen
- Schnelle Stahlmaschinen
- Werkzeuge aus Hartmetall
- Schleifscheiben und Zubehör
- Zahnräder
- Hydraulik mit Wasser und Öl
- Messgeräte
- Optische Messgeräte
- Steuerungseinrichtungen und Software (u. a. CAD, CAM)
- sonstige Maschinen, Rohstoffe, Technologie und Publikationen

Aufgrund der COVID-19-Pandemie in Japan wurde die Messe im Jahr 2020 online durchgeführt.